# Virtuozzo
Virtuozzo (ausgesprochen „Virtuoso“) Hybrid Server (kurz VHS) ist eine proprietäre und kommerzielle Software, um Betriebssysteme zu virtualisieren.
OpenVZ  ist eine Open-Source-Version mit limitierter Funktionalität.

## Beschreibung
Virtuozzo erstellt mehrere, isolierte virtuelle Instanzen eines Betriebssystems auf einem einzelnen physischen Server. Somit bietet sich die Möglichkeit, vorhandene Hardware für mehrere (virtuelle) Server einzusetzen.
Die virtuellen Server verhalten sich meistens, als wären sie einzelne physische Server. Alle Instanzen haben ein eigenes Computermanagement (Verwaltung von Gruppen und Benutzern, Dienste, Festplattenmanagement), eigene IP-Adresse(n), Prozesse, Daten, Applikationen, System-Bibliotheken und Verwaltungsdateien. Jede virtuelle Instanz hat einen eigenen Netzwerkbereich und ist daher via Netzwerk erreichbar. Jede Instanz kann eigene Routingtabellen und Firewallregeln besitzen, jedoch aufgrund des gemeinsam genutzten Kernels keine eigenen Kernelmodule (z. B. für erweiterte Firewallfunktionalität) laden.

## Betriebssystemvirtualisierung
Virtuozzo virtualisiert nicht auf Hardwarebasis – wie dies andere Software häufig tut –, sondern auf der Betriebssystembasis. Alle Instanzen laufen auf einem einzigen Kernel. Der Virtualisierungsmechanismus von Virtuozzo „multipliziert“ diesen Kernel, so dass die Instanzen als eigenes Betriebssystem zu laufen scheinen, speziell aus der Sicht von Applikationen, Benutzern und Netzwerkdiensten.
Dadurch generiert die Software weniger Systembelastung als andere Virtualisierungssoftware.
Auf einem physischen Server können so mehr virtuelle Instanzen gleichzeitig laufen als üblich.
Virtuozzo unterstützt bis zu 64 x86-Prozessoren, in der Regel sind aber 1- bis 4-Prozessor-Maschinen weit häufiger in der Praxis anzutreffen.